# 古藤千鶴
古藤千鶴（1982年10月8日—），出生於日本長崎縣西彼杵郡長與町，是前日本女子排球運動員，身高169公分，體重60公斤，場上位置為二傳。

## 生涯簡介
受到姐姐的影響，古藤在小學二年級時期就開始打球。在長崎女子高校畢業後，輾轉加盟姐姐所屬的PFU Blue Cats。
2006年開始擔任球隊的隊長，2008-09年度的V.Challenge League中，古藤協助PFU首次奪得年度總冠軍，自己也獲得了年度MVP。
2009年6月，古藤正式轉會至V.Premier League球隊 - 久光製藥Springs。
2019年6月正式退役。

## 生涯及得獎經歷
- 生涯簡歷

長與北小學→長與中學→長崎女子高校→PFU Blue Cats（2001-2009年）→久光製藥Springs（2009年-2019年）
- 獲得獎項
  - 2007年 - 2006-07年度V.Challenge League敢鬥獎
  - 2008年 - 2007-08年度V.Challenge League年度MVP

## 外部連結
- 古藤千鶴官方部落格 （页面存档备份，存于）